# Aglia huttneri
Aglia huttneri är en fjärilsart som beskrevs av Hans Ferdinand Emil Julius Stichel 1907. Aglia huttneri ingår i släktet Aglia och familjen påfågelsspinnare. Inga underarter finns listade i Catalogue of Life.